# Damón z Oé
Damón z Oé byl starořecký filozof – sofista. Působil v Athénách.
Ottův slovník naučný jej označuje za hudebníka působícího v Athénách v Periklově době. Byl žákem školy Pythagorovy. Učil Perikla a Sókrata.
Zapojil se do athénské politiky na straně demokratů. Právě on je původcem zákonů, které stanovily náhrady za činnost v úřadech a umožnily tak přístup do úřadů i chudým lidem. Z tohoto důvodu a pro svůj vztah s Periklem byl na nátlak Periklových odpůrců ostrakizován.